# Mujer con un loro en la ventana
Mujer con un loro en una ventana, Mujer en una ventana o Mujer con un loro es una pintura al óleo sobre lienzo de 1666 de Caspar Netscher (1639–1684), que se encuentra en la Galería Nacional de Arte, en Washington D. C., Estados Unidos,  desde 2016.

## Procedencia

### 1930–1950
Originalmente en la Alte Pinakothek de Múnich, probablemente fue confiscada por el régimen nazi a finales de los años treinta para venderla a cambio de divisas. Pasó a manos de la casa de subastas Kunsthandlung Julius Böhler, que en 1938 la vendió a un marchante neerlandés. Fue adquirido por el matrimonio judío Hugo y Elisabeth Jacoba Andriesse en Bélgica.
Junto con el resto de la colección de los Andriesses, fue depositada en el almacén de los Museos  Reales de Bellas Artes de Bélgica en 1939 para su custodia, y huyeron a Estados Unidos a través de Portugal tras la invasión alemana de Bélgica al año siguiente. Hugo murió en 1942 en Estados Unidos, dejando como única heredera a su esposa, que falleció en 1963. Toda la colección de los Andriess fue confiscada por el Toda la colección de los Andriesses fue confiscada por el  Einsatzstab Reichsleiter Rosenberg, grupo dedicado al expolio de obras de arte. La «lista de objetos de arte entregados a la colección del Reichsmarschall Hermann Göring» para 1942 muestra que la obra fue recibida el 14 de marzo de ese año por el grupo de trabajo de París.
Tras la Segunda Guerra Mundial, la obra pasó al marchante de arte Änne Abels de Colonia,  que en 1950 la vendió a Rudolf Ziersch (1867-1962), un empresario y coleccionista de arte de Barmen que anteriormente había sido presidente de la Bergischen Industrie- und Handelskammer Wuppertal-Remscheid y presidente del Kunst- und Museumsverein Wuppertal Más tarde, en 1950, Ziersch donó la obra al Städtische Museum Wuppertal (hoy conocido como Von der Heydt-Museum) con motivo de su quincuagésimo aniversario.

### Restitución y adquisición
Los herederos de Elisabeth Andriesse (una institución benéfica de Estados Unidos) solicitaron la restitución de la obra en 2013. El Ayuntamiento de Wuppertal votó formalmente la resolución el 24 de febrero de 2014. A finales de enero de 2014, la oficina de indemnización aún no había respondido si ya se habían abonado los pagos de indemnización; la liberación de base estaba sujeta a esta respuesta. A continuación se aclararon otros detalles de la restitución a nivel administrativo. Según su director, Gerhard Finckh, el Museo Von der Heydt no se oponía a la devolución de la obra a los herederos de Andriesse, pero se dio cuenta de que, en efecto, la obra «pertenece en realidad a la Alte Pinakothek». Netscher pintó siete versiones del cuadro, lo que complicó la cuestión, aunque en el reverso de la obra en cuestión figuraba un número que remitía a la Alte Pinakothek.
El Ayuntamiento de Wuppertal votó formalmente la resolución el 24 de febrero de 2014. A finales de enero de 2014, la oficina de indemnización aún no había respondido si ya se habían efectuado los pagos de indemnización; la liberación básica estaba sujeta a esta respuesta. Se aclararon más detalles de la restitución a nivel administrativo. En mayo de 2014, los herederos de Andriesse anunciaron que querían subastar la obra con fines benéficos en la casa Christie's de Nueva York, destinando las ganancias a un centro oncológico. Christie's esperaba que la obra se vendiera por 3 millones de dólares (unos 2,2 millones de euros).  Finalmente fue comprado por 5 millones de dólares por su actual propietario en octubre de 2016.